# 源彦良
源 彦良（みなもと の ひこよし）は、鎌倉時代末期から南北朝時代にかけての公卿。順徳源氏、弾正尹・忠房親王の子。官位は従二位・参議。

## 経歴
元弘3年/正慶2年（1333年）6月に建武の新政が開始されると、10月に従四位下に昇叙され、11月に左近衛中将に昇任される。翌建武元年（1334年）正月に従四位上、7月には従三位に叙せられ公卿に列した。
康永元年（1342年）正三位に昇叙される。貞和5年（1349年）2月に参議に任ぜられるが、9月に参議左中将を辞し、12月には従二位に至る。参議を辞した後は、岩蔵前宰相中将と称された。
永和3年（1377年）ごろ出家。

## 官歴
『公卿補任』による。
- 時期不詳：正五位下?。左近衛中将
- 元弘3年/正慶2年（1333年） 10月10日：従四位下（本位不見）、左少将如元。11月8日：左近衛中将
- 建武元年（1334年） 正月5日：従四位上。正月13日：兼安芸権介。7月9日：従三位、左中将如元
- 康永元年（1342年） 正月5日：正三位
- 貞和3年（1347年） 7月：服喪（父忠房親王）
- 貞和5年（1349年） 2月15日：参議。9月13日：辞参議左中将。12月21日：従二位
- 永和3年（1377年）頃：出家

## 系譜
- 父：忠房親王
- 母：小倉実教の娘
- 妻：不詳
- 生母不明の子女
  - 男子：源彦忠